# John Faber Sr.
Pour les articles homonymes, voir Faber.
John Faber, né vers 1660 à La Haye et mort en mai 1721 à Bristol, est un graveur néerlandais à la manière noire. Il est le père de John Faber (1684-1756).

## Biographie
John Faber naît vers 1660 à La Haye.
Il travaille d'abord comme miniaturiste à Amsterdam. Il s'installe en Angleterre à la fin des années 1690. En 1707, s'installe à The Strand, près de l'Hôtel de Savoie, où il tient une imprimerie et pratique la gravure à la manière noire.
Il est considéré comme l'un des plus grands graveurs utilisant ce procédé.
Des exemples de travaux de John Faber figurent dans la collection de portraits de la Bibliothèque nationale du pays de Galles.
John Faber meurt en mai 1721 à Bristol.

## Galerie d’œuvres

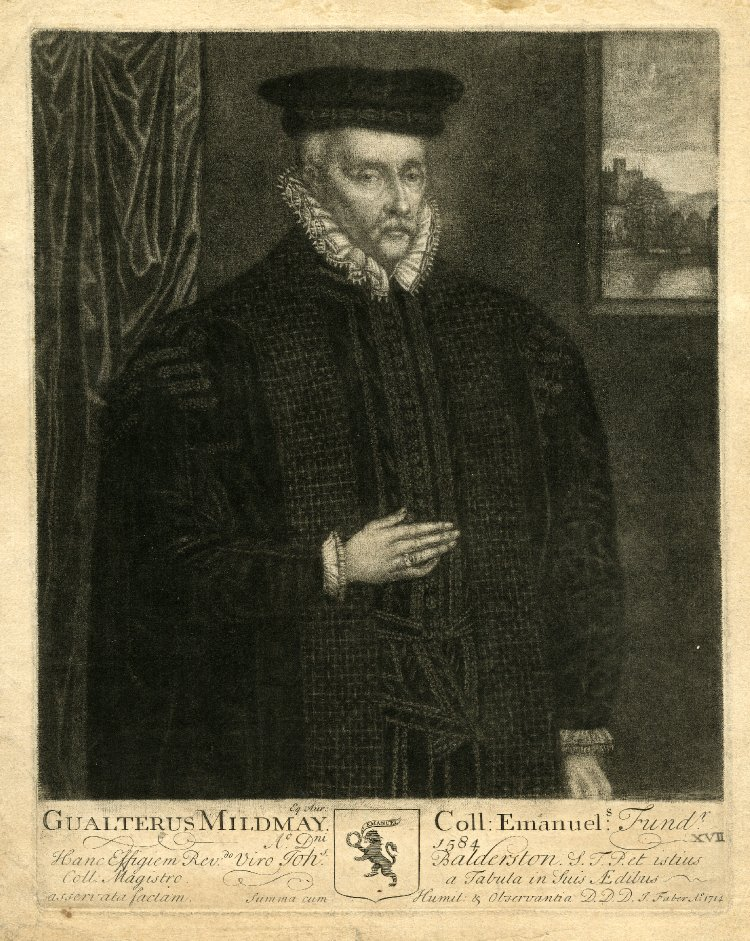
Portrait en manière noire de Walter Mildmay (en), fondateur du Emmanuel College à Cambridge.
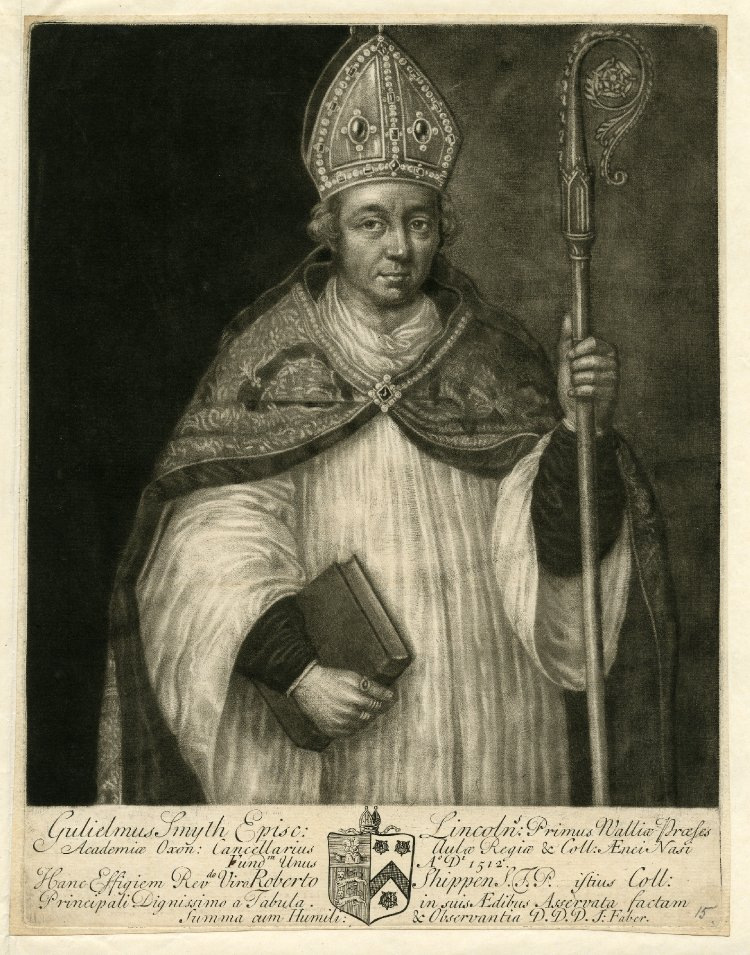
Portrait en manière noire de William Smyth, évêque de Lincoln et fondateur du Brasenose College à Oxford.
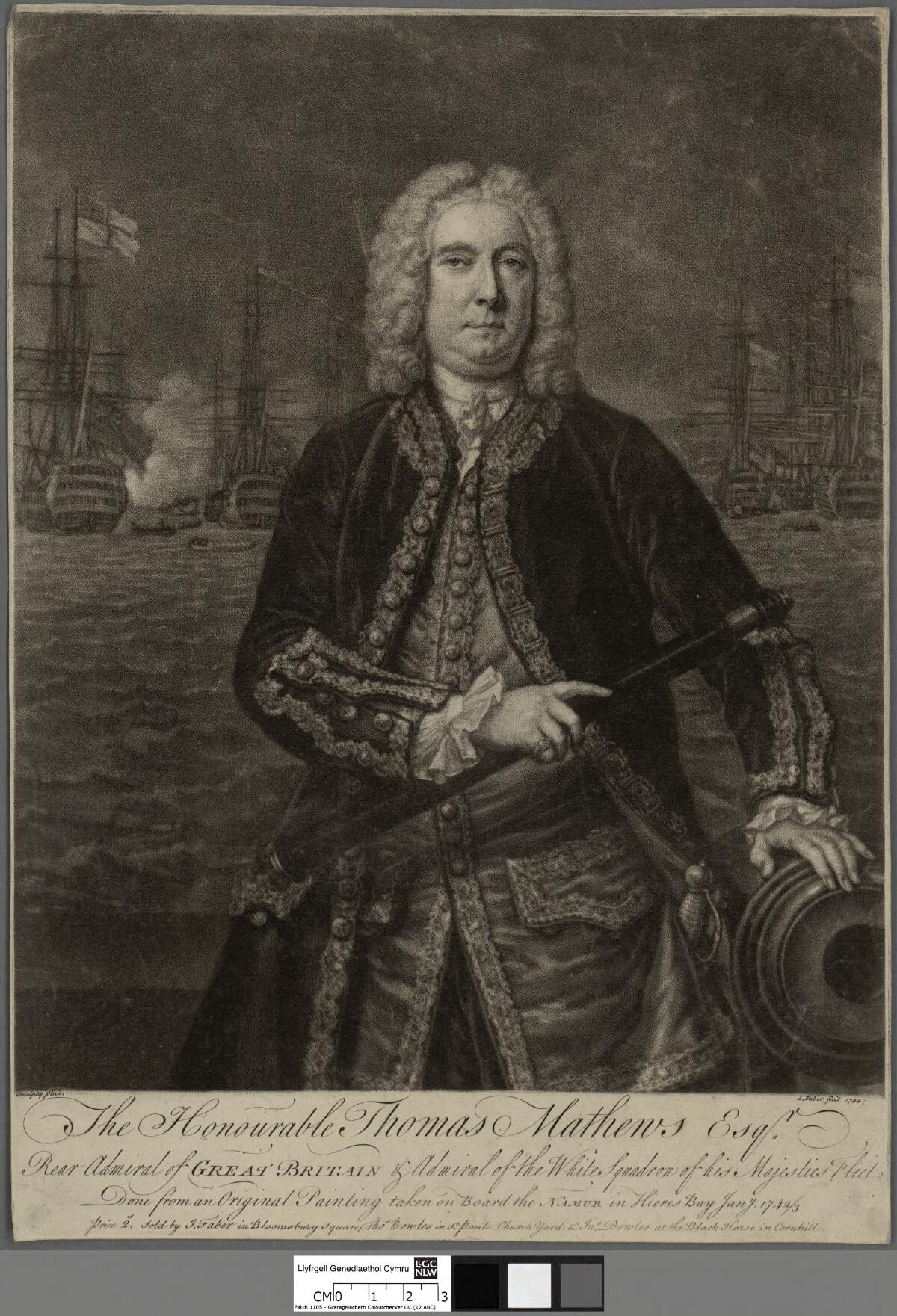
Portait de Thomas Mathews.
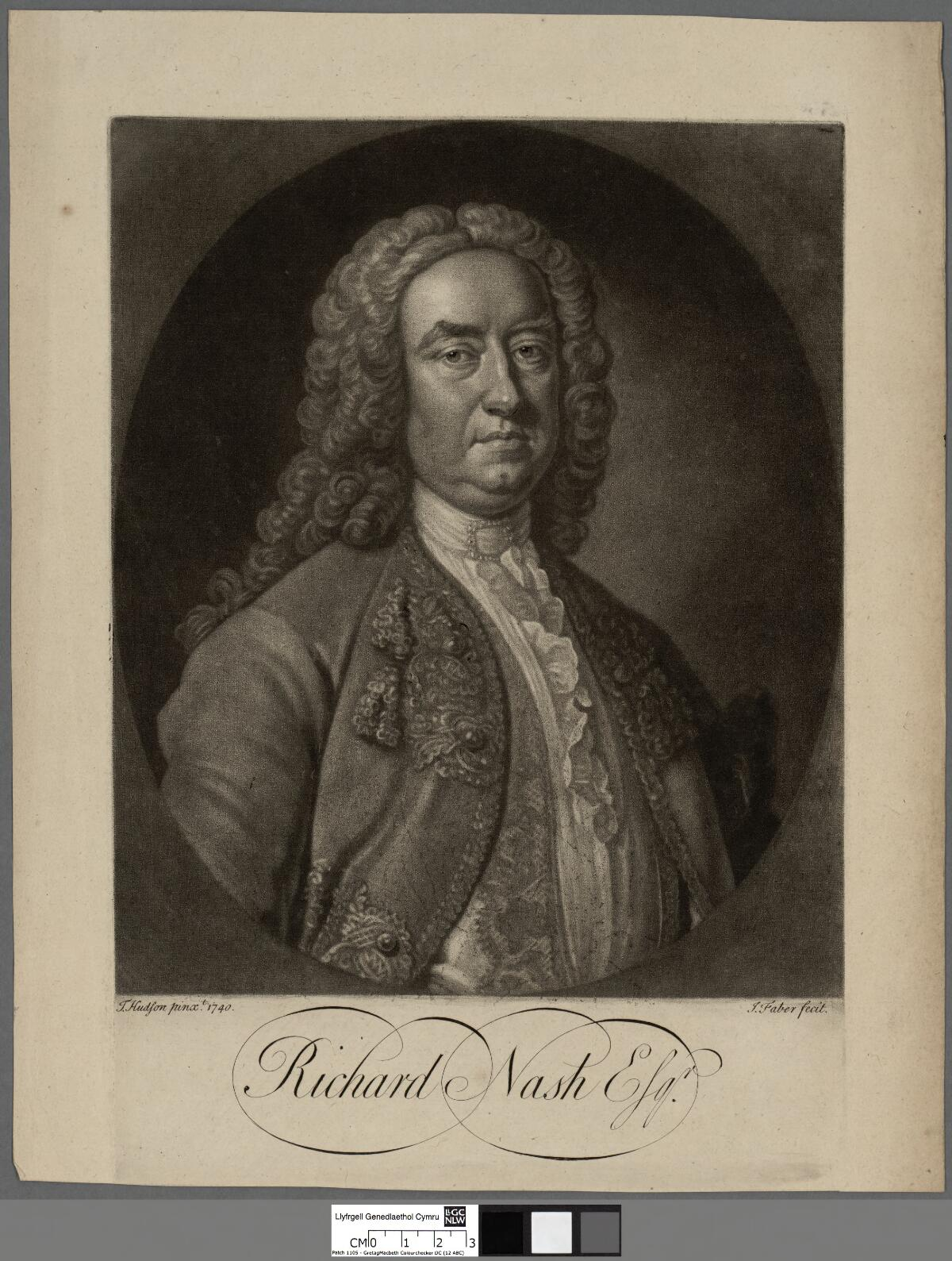
Portait de Beau Nash (en).
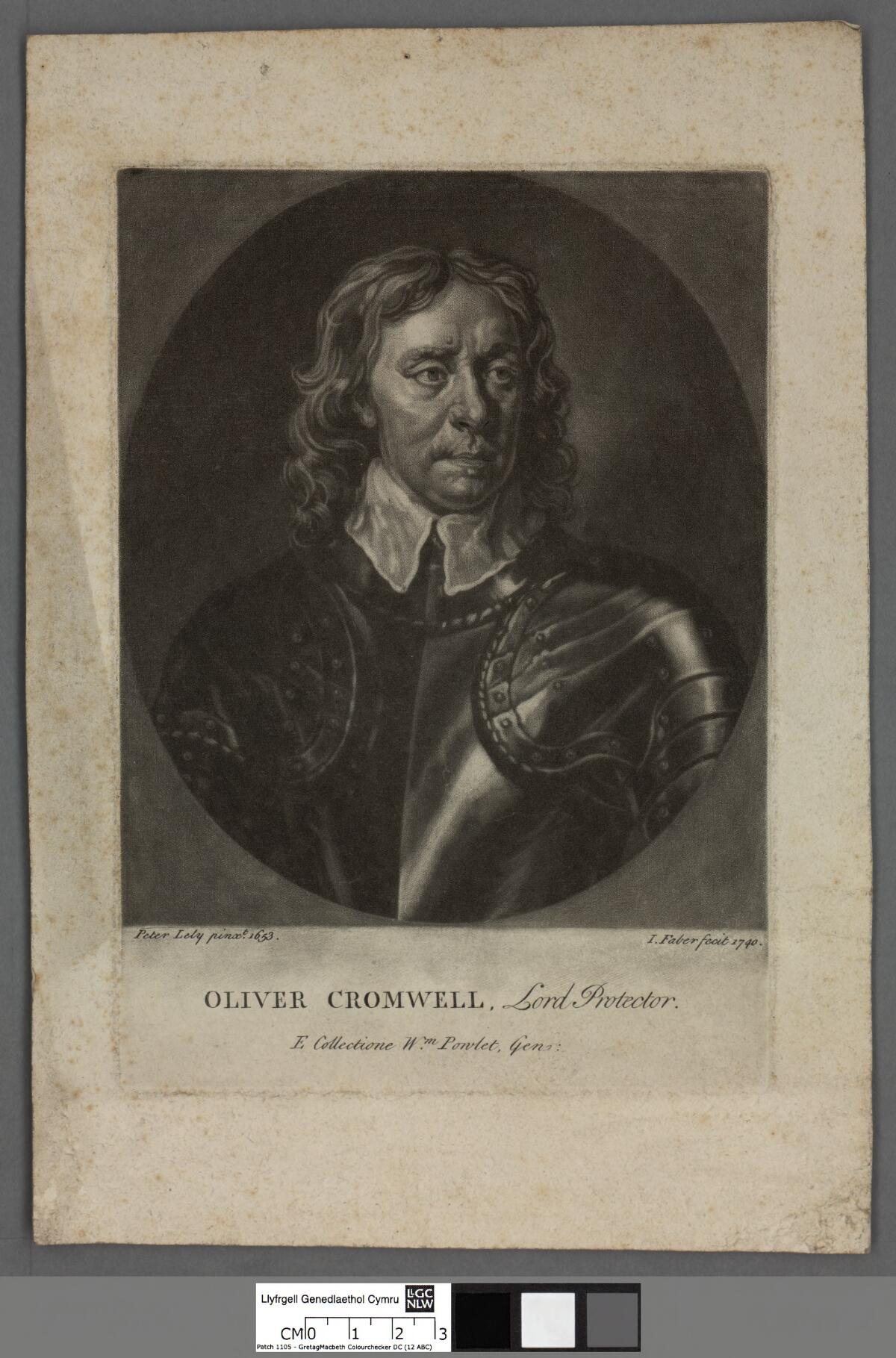
Portrait d'Oliver Cromwell.
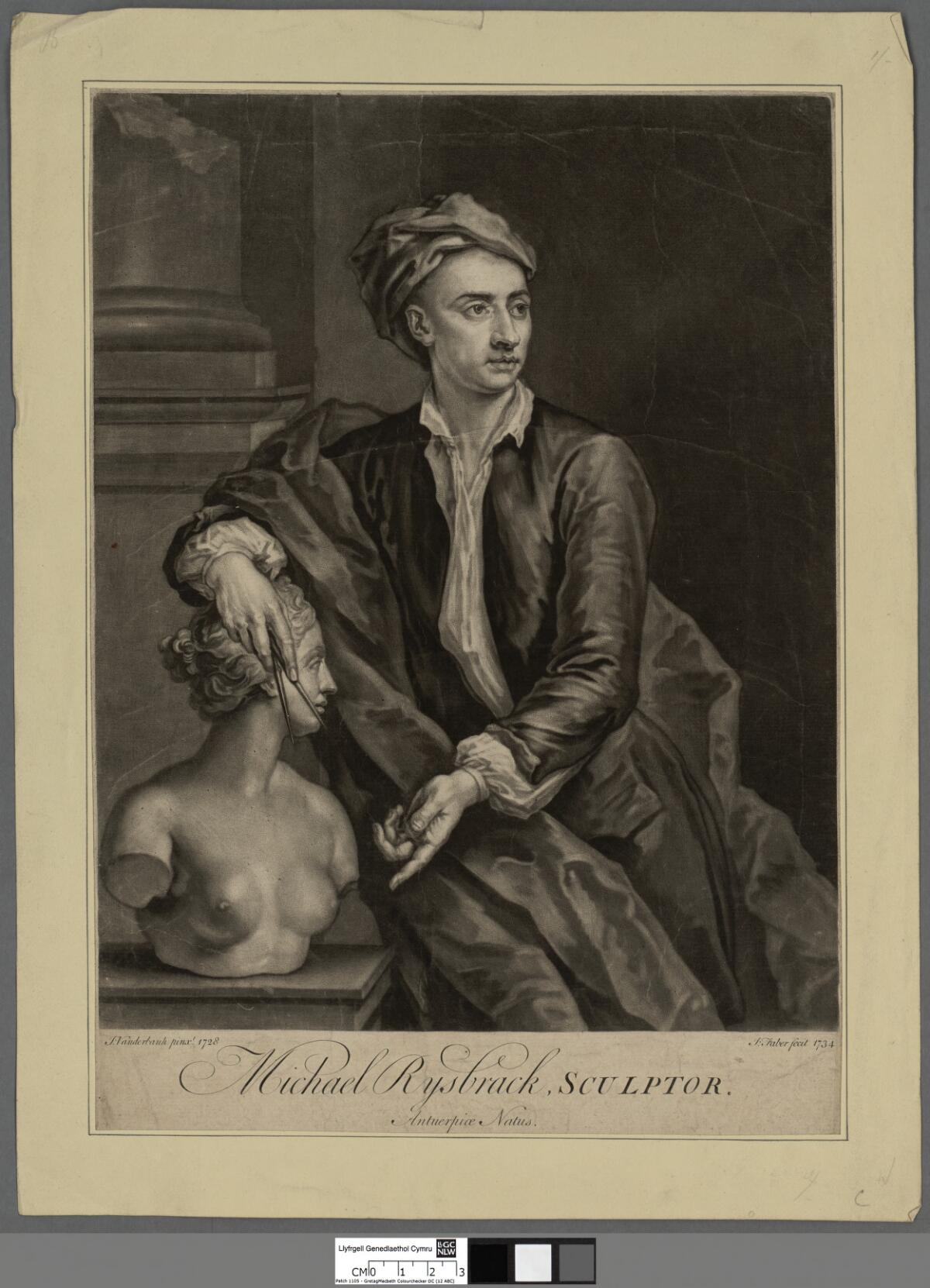
Portrait du sculpteur John Michael Rysbrack en 1734.
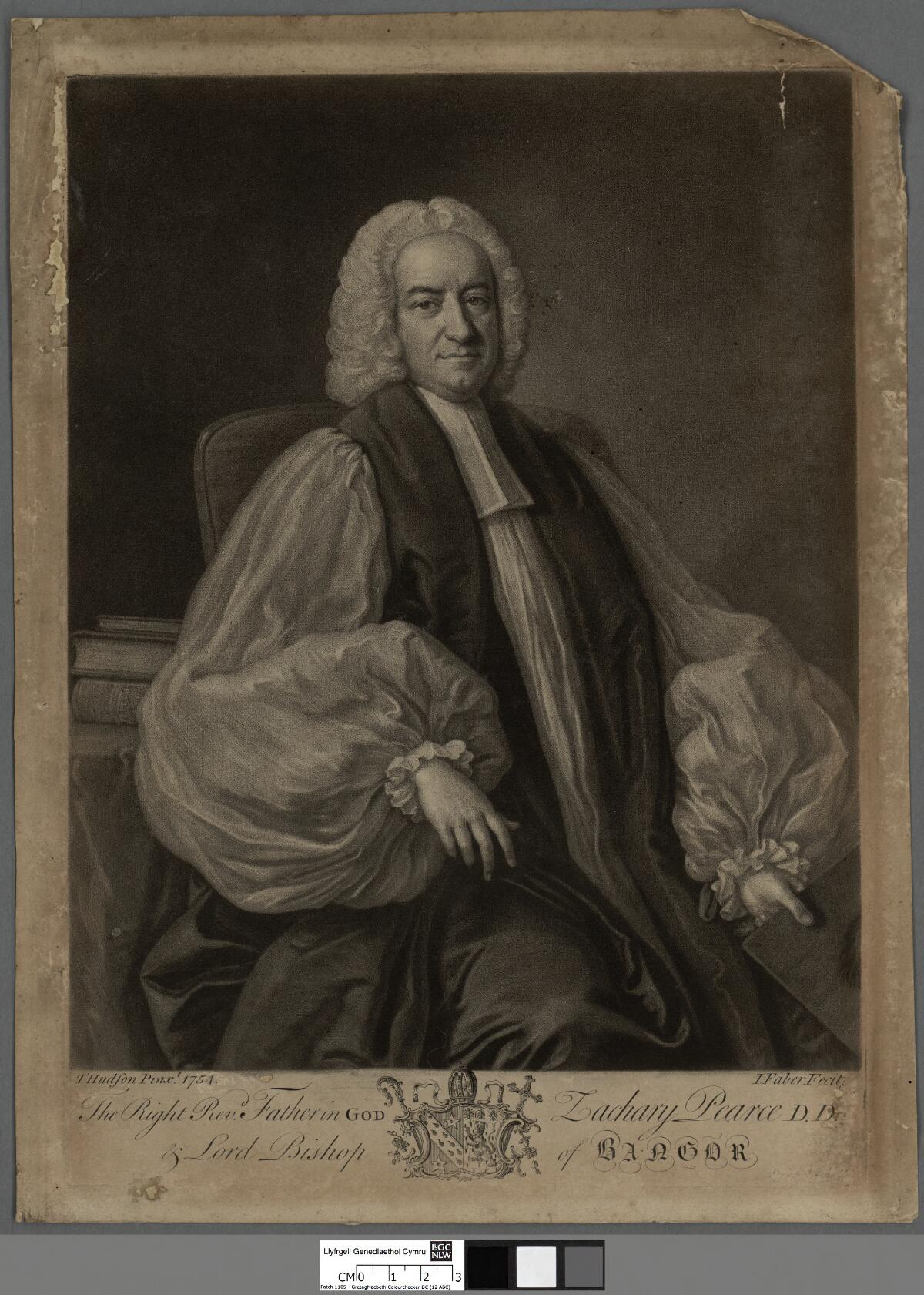
Portait de Zachary Pearce.
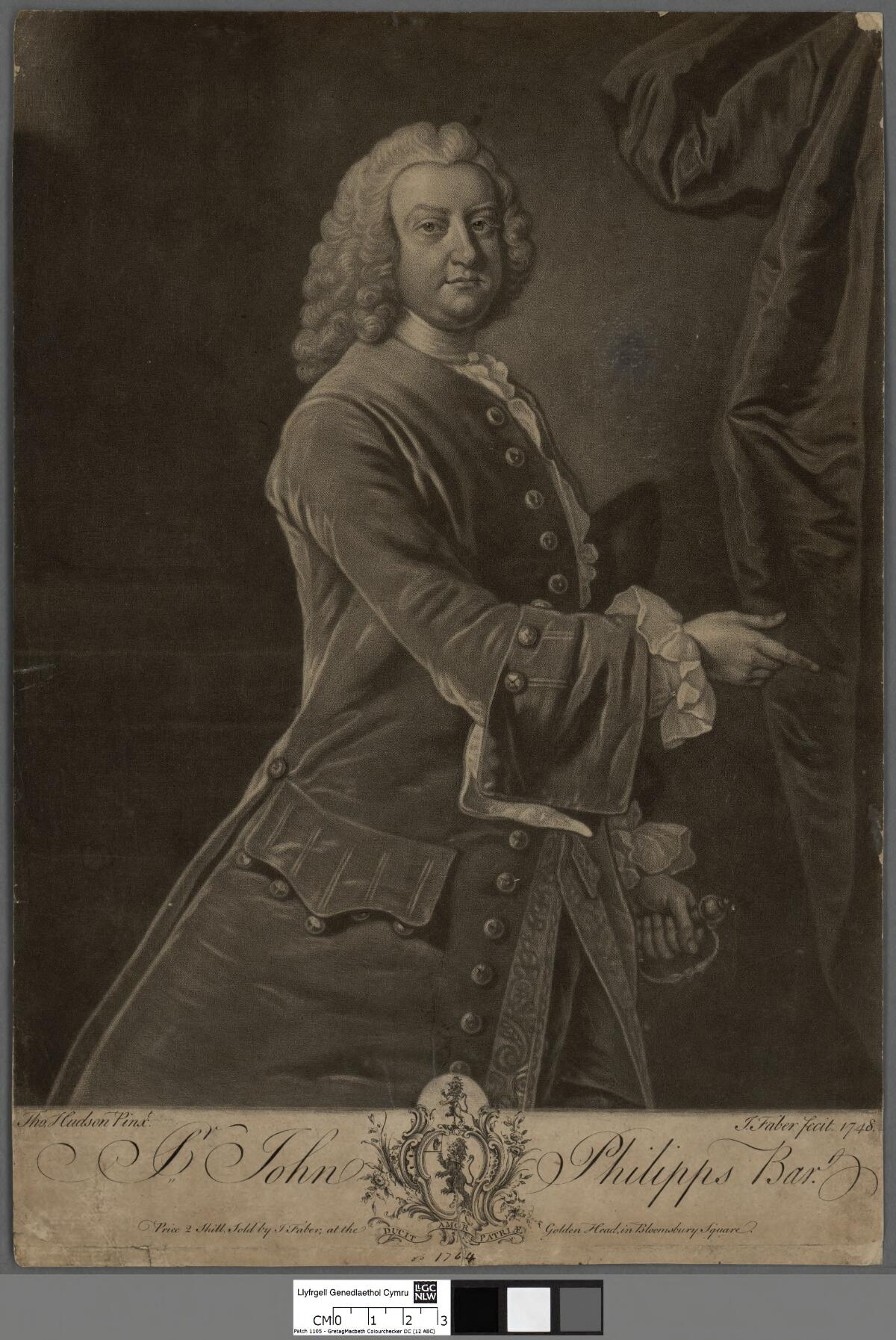
Portrait de John Philipps (6ème baronnet).
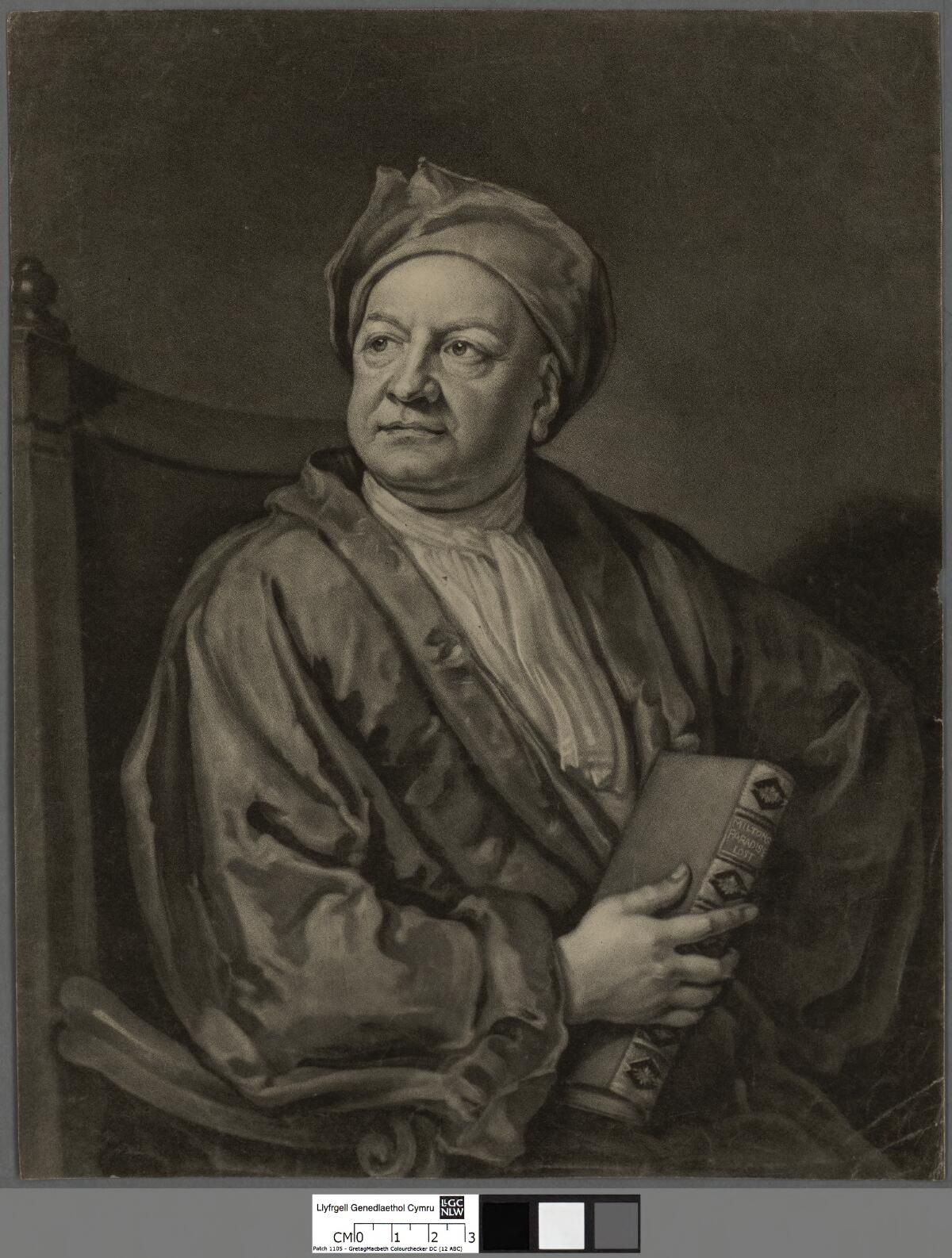
Portait de Jacob Tonson.
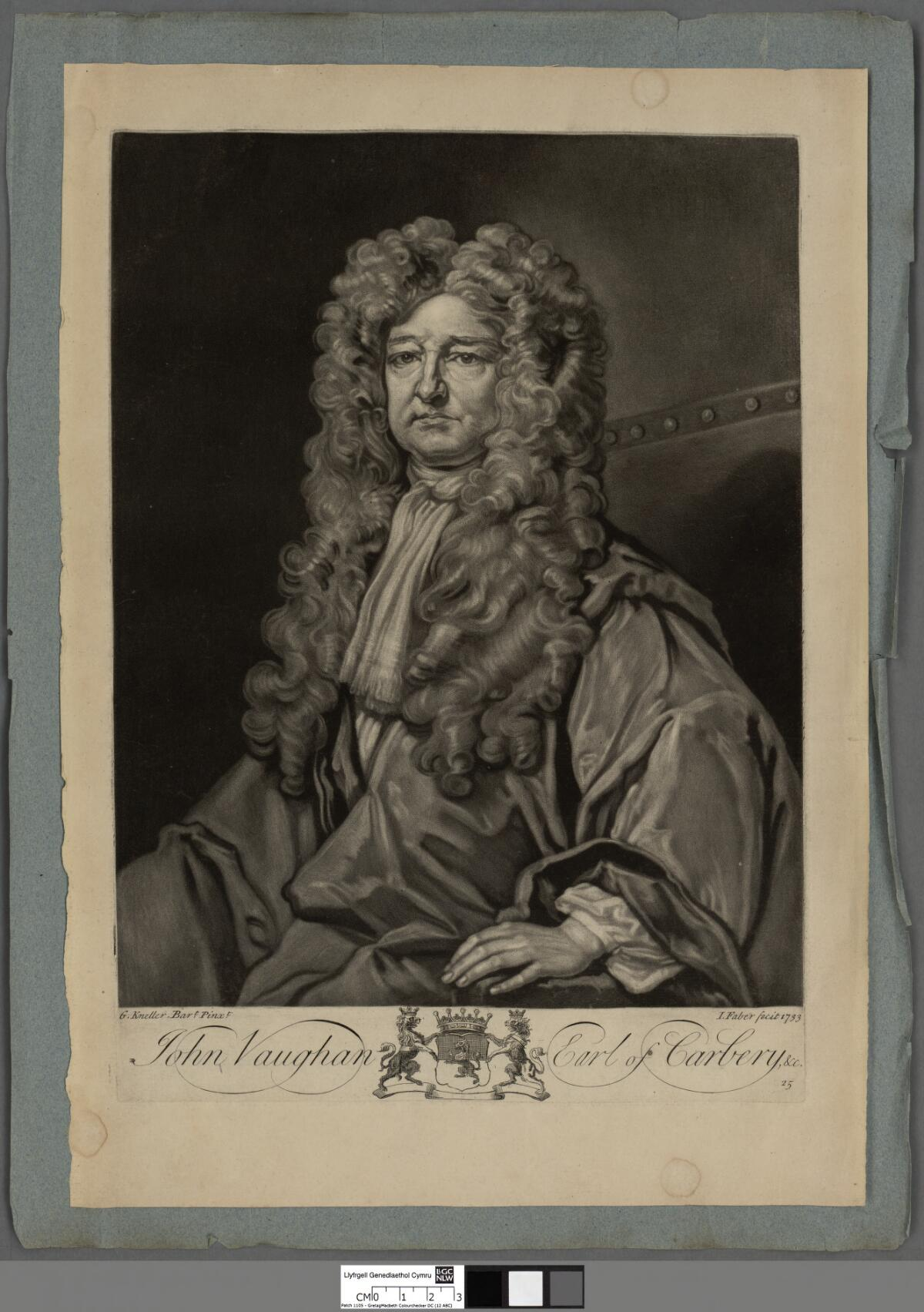
Portrait de John Vaughan.
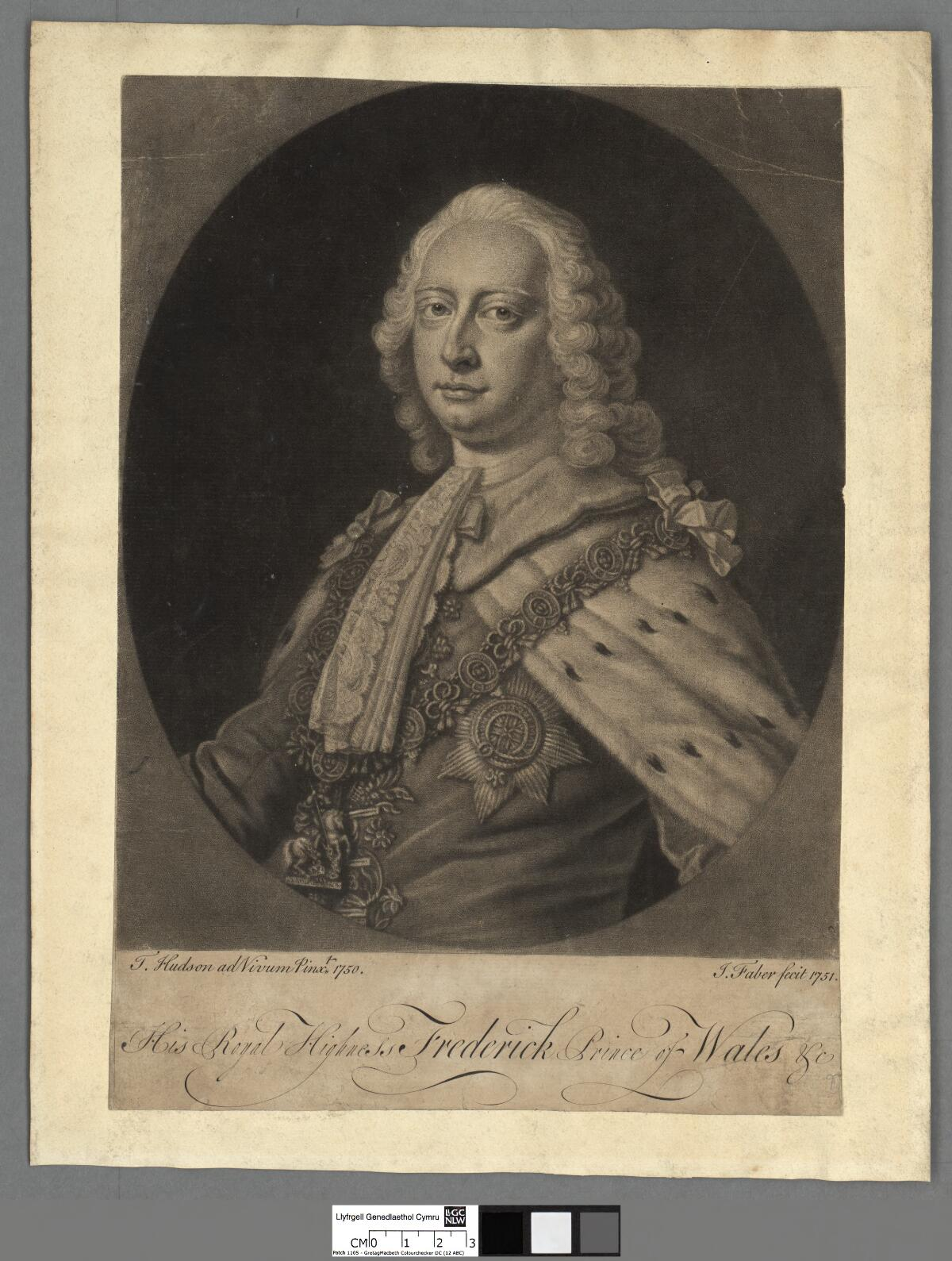
Portrait de Frédéric de Galles.